# جونيور نونيز
جونيور نونيز (بالإسبانية: Junior Núñez)‏ (28 يوليو 1989 في بيرو - ) هو مدرب كرة قدم ولاعب كرة قدم بيروفي في مركز الوسط. لعب مع الجامعي دي بيرو وسيينسيانو وسبورت بويز.

## وصلات خارجية
- جونيور نونيز على موقع قاعدة بيانات كرة القدم.إي يو (الإنجليزية)
- جونيور نونيز على موقع Soccerway.com (الإنجليزية)